# 청주맹학교
청주맹학교는 충청북도 청주시 상당구 탑동에 있는 사립 특수학교이다. 시각장애인 학생을 위한 교육환경을 만들기 위해 유치원, 초등학교, 중학교, 고등학교가 통합된 형태의 학교이다.

## 연혁
- 1967년 3월 8일 : 개교